# Horthy-ajánlat
A Horthy-ajánlatot Horthy Miklós kormányzó kezdeményezte 1944 júliusában. Ennek értelmében a magyar kormány a nemzetközi segélyszervezeteket a koncentrációs táborokba irányuló segélyszállítmányok küldése ösztönzésére, valamint a még nem deportált zsidó származású magyarok (különösen a gyermekek) külföldre történő evakuásását megpróbálta kieszközölni, főként Palesztinába és Svédországba. Bár a magyar kormány a kezdeményezéshez meglepő módon megszerezte a németek hozzájárulását is, az Amerikai Egyesült Államok és az Egyesült Királyság politikai okokból sokáig késlekedett a döntéssel és így a hadi helyzet változása miatt végül nem került sor az akcióra. A Jad Vasem szerint a kudarc ellenére a Horthy-ajánlat jelentős hatással volt a magyarországi zsidómentő tevékenységre.

## Története

### Az ajánlat megtétele
Legjobb szeretném azt a kegyetlen és nem magyar természethez illő megoldást, hogy a zsidók deportáltatnak, egyáltalában leállítani. Ha azonban ezt a kormány szerint a németek követelik, ebből nem engednek, vagyis ezen a vonalon kényszer áll fenn, akkor sem engedhetem, hogy ebben a magyar csendőrség működjön közre. Akkor csinálja azt, amit a németek akarnak, az itt levő német karhatalom.
A Horthy-ajánlat Horthy Miklós kormányzó kezdeményezésére történt. 1944. július 18-án a magyar külügyminisztérium levélben felvette a kapcsolatot Svájc budapesti külképviseletével. A levélben némi magyarázkodás után magyar fél a nemzetközi segélyszervezeteket a gettókba és a koncentrációs táborokba irányuló segélyszállítmányok küldésére ösztönözte. Emellett hozzájárulását fejezte ki jelentősebb számú zsidó származású magyar (Randolph Braham szerint körülbelül 40 ezer főről volt szó) külföldre történő evakuálását illetően.
A célország elsősorban Palesztina lett volna, azoknak akik vízumot kaptak volna a bevándorláshoz. A félreértések elkerülése végett a svájci magyar ügyvivő Bernben megismételte az ajánlatot. A Nemzetközi Vöröskereszt vezetőit ennek értelmében biztosították arról, hogy Magyarország fogadja a segélyszállítmányokat és arról is, hogy befogadó készség esetén a tíz éven aluli zsidó származású gyermekeket evakuálni fogják, valamint ígéretet tettek minden zsidó származású személy emigrálásának elősegítésére is. Palesztina mellett a másik főbb célország Svédország lett volna. A magyar kormány a fentiekhez meglepő módon megszerezte a németek hozzájárulását is. A segélyszervezetek a kezdeti kételkedés után lelkesedéssel fogadták az ajánlatot.

### Sikertelenségének okai

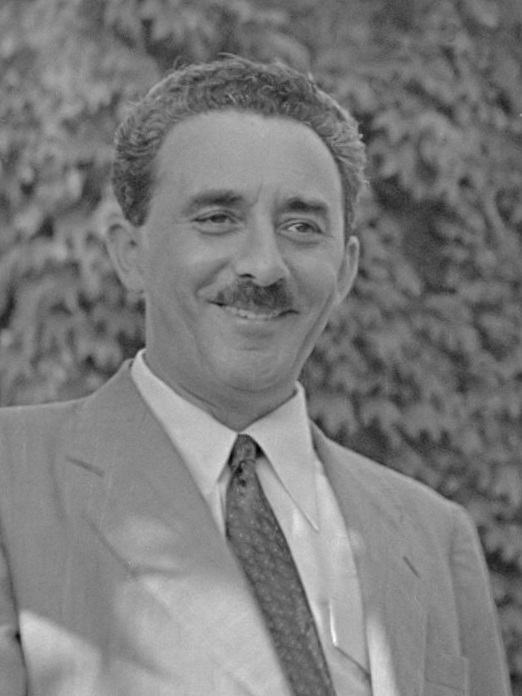
Móse Sárett, aki 1944. július 20-án megpróbálta kieszközölni a briteknél 400 000 ember bevándorlását Palesztinába, ezt azonban elutasították

Az akció végül azon bukott el, hogy az amerikaiak nem voltak hajlandóak megváltoztatni a bevándorlási törvényüket, a britek pedig ellenezték a zsidóság nagyarányú bevándorlását Palesztinába. A Zsidó Ügynökség megpróbált nyomást gyakorolni a szövetségesekre. Július 20-án Móse Sárett megpróbálta kieszközölni 400 000 zsidó származású személy bevándorlását Palesztinába, ezt azonban elutasították. Az angol kormány lelkesedés nélkül fogadta a felajánlott lehetőséget és előbb technikai problémákra, majd a palesztinai arabok ellenkezésére hivatkozott. Ezt követően hosszas jogi vitát indítottak arról, hogy ki tekinthető bevándorlónak és menekültnek. Végül azt vetették fel, hogy az egész a Gestapo trükkje lehet. Összességében az angolok kitartó időhúzásba kezdtek. Emellett más országokat igyekeztek meggyőzni a menekültek fogadásáról, így esetleges célországként felmerültek a dél-amerikai országok, Spanyolország, Portugália gyarmata Angola, valamint a brit dominiumok is. Július 26-án eljuttatták az Auschwitz-jegyzőkönyvet az angol külügyminisztériumhoz, de (bár elismerték az abban leírt atrocitások embertelenségét) ez nem váltott ki különösebb reakciót. Az amerikaiak szintén passzívan reagáltak a jegyzőkönyvre. Az Amerikai Egyesült Államok nem volt hajlandó bevándorlókat fogadni, végül azonban megpróbálta a döntést felgyorsítani. Az ajánlat hivatalos elfogadására így augusztus 17-én került sor, de ennek ellenére nem történt semmi annak megvalósítása érdekében. A Nemzetközi Vöröskeresztet szeptember 5-én értesítették. Ekkorra azonban Románia „kiugrott” a háborúból, Bulgária pedig letette a fegyvert és a front körebezáródott Magyarország körül. Mivel a menekülési útvonal elzáródott a lehetőség teljes kudarcot vallott. A Jad Vasem, a Holokauszt Áldozatainak és Hőseinek Izraeli Emlékhatósága szerint azonban az erőfeszítés mégsem volt teljesen hiábavaló, mivel a Horthy-ajánlat jelentős hatással volt a magyarországi zsidómentő tevékenységre. Horthy az emlékirataiban nem tett említést a mentőakcióról.